# Ванесса Мей
Ване́сса Мей Ванако́р Ні́колсон (англ. Vanessa-Mae Vanakorn Nicholson, нар. 27 жовтня 1978), відома як Ванесса Мей (китайською: 陈美, Чень Мей) — британська скрипалька. Її музичний стиль описано як «скрипкове техно-акустичне злиття», оскільки здебільшого виконує техно-обробки класичних творів. На честь неї названо астероїд.

## Дитинство
Ванесса Мей народилася в Сінгапурі в сім'ї тайця Варапронґа Ванакорна та китаянки Памели Тан. Після розлучення її мати одружилася з Ґрамом Ніколсоном, і вони перебралися до Англії. Тоді Ванессі було 4. Вона виросла в Лондоні й має підданство Сполученого Королівства. Ванесса навчалася у Французькій Голландській школі в Лондоні.

## Музична діяльність
Ванесса Мей почала грати на фортепіано у 3 роки і на скрипці у 5.
Стала відомою у Великій Британії через часті появи на телебаченні (наприклад, Blue Peter). Згідно з «Книгою рекордів Гіннеса», Ванесса — наймолодша з виконавців, що записали скрипкові концерти Бетховена та Чайковського. Вона зробила це у 13 років під час навчання у Французькій Голландській школі в Лондоні.
Дебютувала на міжнародній арені на музичному фестивалі у Шлезвіг-Гольштейні (Німеччина) 1988 року й того ж 1988-го дала перший концерт на сцені з Лондонським симфонічним оркестром (англ. Philharmonia Orchestra).
Ванесса Мей ламає традиційні образи, навіяні класикою, і надає музичним відео легкого стилю, з'являючись там у модному одязі. Її перший альбом у стилі поп — The Violin Player — видано 1995 року. 1997 року вона з'являється в альбомі Джанет Джексон «The Velvet Rope», виконавши сольну партію скрипки у пісні «The Velvet Rope».
Мей грала у перервах на Євробаченні 1998-го року в Бірмінгемі.
У квітні 2006 року визнана найзаможнішою серед музикантів до 30-ти років, що народилися або мешкають у Британії. Її статки налічували 32 млн. фунтів стерлінгів, зароблених концертами та продажем альбомів (близько 10 млн копій у всьому світі).
2006 року Ванесса Мей анонсувала, що новий альбом слід очікувати у 2007–2008 рр. Його мали надихати теми з балетів та опер. Надалі альбом очікувався 2009-го, однак так і не вийшов.

### Скрипки
Зазвичай Ванесса Мей грає на акустичній скрипці Гваданьїні або на електро-скрипках Zeta Jazz. Guadagnini була виготовлена 1761 року, батьки придбали її на аукціоні за 150 000 фунтів стерлінгів. Її викрали у січні 1995 року, однак поліція повернула її через два місяці. Іншого разу вона впала й зламалася, однак її полагодили[джерело?].
Щодо електро-скрипок Zeta Jazz, то одна з них біла, інша — сріблясто-сіра. Також вона має три скрипки від Ted Brewer Violins, дві з яких використовує на сцені (Crossbow та Vivo2 Clear). Крім цього, Ванесса часом купує скрипки, а потім перепродує їх, віддаючи отримані кошти на благодійність[джерело?].

## Спорт

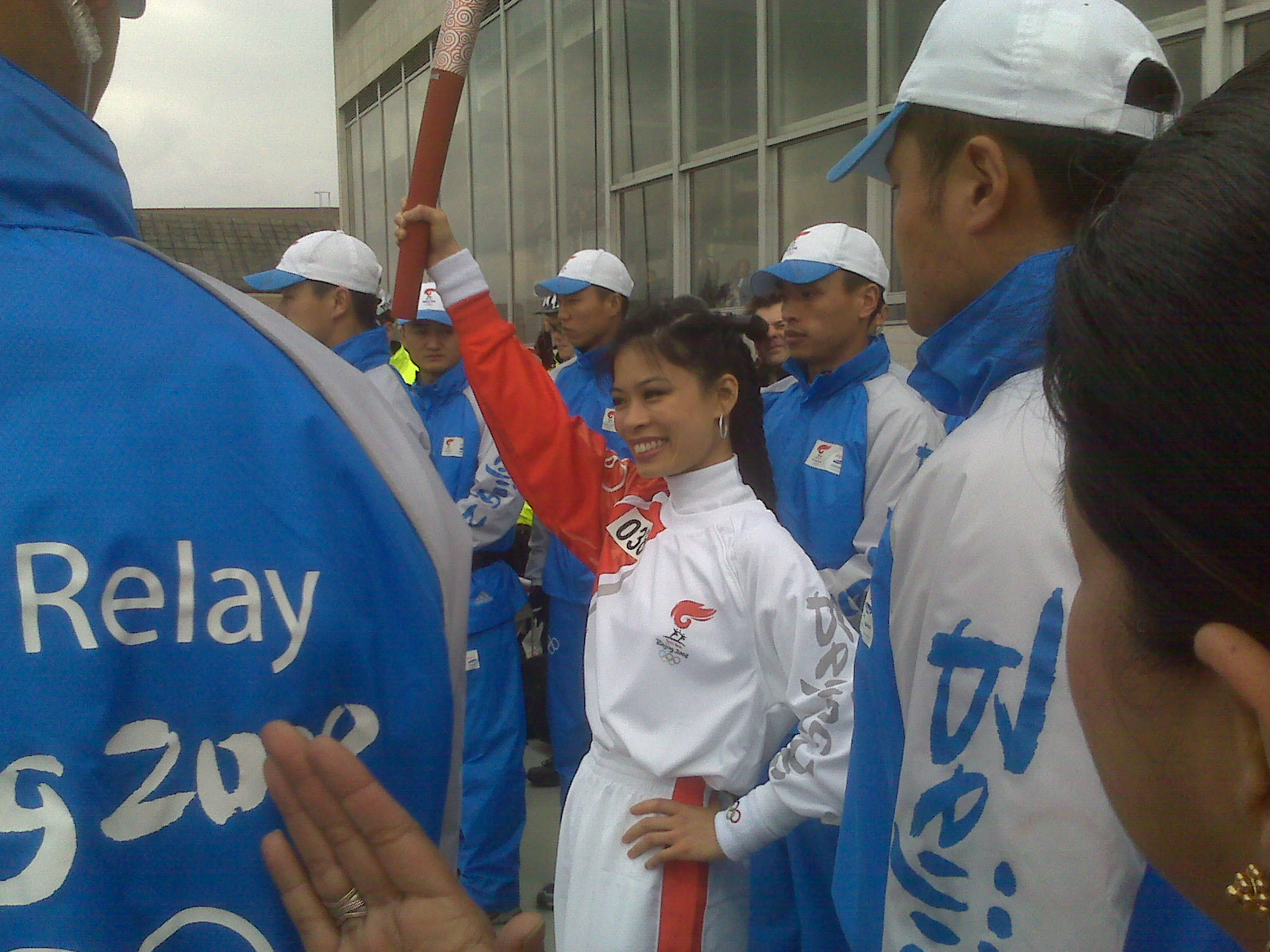
Ванесса Мей з олімпійським факелом у Лондоні (2008 рік)

Ванесса брала участь у зимових Олімпійських іграх 2014 року, представляючи Таїланд у гігантському слаломі. Вона виступала під прізвищем батька — Ванакорн. На церемонії відкриття олімпіади була прапороносицею країни.
У слаломі змагалося 89 учасниць. Мей фінішувала в обох спусках і з часом 3:26.97 посіла останнє (67-ме) місце серед тих, хто здолали обидві дистанції, загалом поступившись переможниці понад 50 секундами.
Відставання від лідерки привернуло до себе увагу та призвело до перевірки кваліфікаційних турнірів. Розслідування виявило фальсифікацію результатів одного з турнірів у Словаччині, за результатами якого Ванесса досягла показників, необхідних для отримання олімпійської ліцензії. За результатами цього розслідування Міжнародна федерація лижного спорту ухвалила рішення про дискваліфікацію Ванесси Мей на чотири роки. Вона подала апеляцію на це рішення.

## Ванесса Мей і Кадиров
У жовтні 2011 року Мей виступала на святкуванні 35-ї річниці чеченського лідера Рамзана Кадирова. За участь у концерті вона отримала 500 тис. доларів.

## Дискографія

### Альбоми
- Violin (1990)
- Kids' Classics (1991)
- Tchaikovsky & Beethoven Violin Concertos (1991/1992)
- The Violin Player (13 лютого 1995) UK chart Peak Position — 11 (21 тиждень)
- The Alternative Record from Vanessa-Mae (1996)
- The Classical Album 1 (21 жовтня 1996) — UK Chart Peak Position — 47 (1 тиждень)
- China Girl: The Classical Album 2 (серпень 1997) — UK Chart Peak Position — 56 (3 Weeks)
- Storm (UK: 27 жовтня 1997; USA: 14 липня 1998) UK Chart Peak Position — 27 (5 тижнів)
- The Original Four Seasons and the Devil's Trill Sonata: The Classical Album 3 (UK: 9 листопада 1998; USA: 9 березня 1999)
- The Classical Collection: Part 1 (25 вересня 2000)
- Subject to Change (14 травня 2001) UK Chart Peak Position — 58 (2 тижні)
- Xpectation (Jazz collaboration with Prince) (2003)
- Choreography (18 жовтня 2004) UK Chart Peak Position — 66 (1 тиждень)

### Збірки
- The Best of Vanessa-Mae (2002)
- The Ultimate Vanessa-Mae (23 грудня 2003)
- Platinum Collection (19 лютого 2007)

### Спеціальні видання
- The Violin Player: Japanese Release (1995)
- The Classical Album 1: Silver Limited Edition (1 січня 1997)
- Storm: Asian Special Edition (1 січня 1997)
- The Original Four Seasons and the Devil's Trill Sonata: Asian Special Edition (1 лютого 1999)
- Subject to Change: Asian Special Edition (1 липня 2001)
- The Ultimate: Dutch Limited Edition (січень 2004)

### Синґли
- «Toccata and Fugue in D minor, BWV 565|Toccata & Fugue» (січень 1995) UK Chart Peak Position — 16
- «Toccata & Fugue — The Mixes» (1995)
- «Red Hot» (травень 1995) UK Chart Peak Position — 37
- «Classical Gas» (листопад 1995) UK Chart Peak Position — 41
- «I'm a Doun for Lack O' Johnnie (A Little Scottish Fantasy)» (жовтень 1996) UK Chart Peak Position — 28
- «Happy Valley» (1997)
- «Storm» (жовтень 1997) UK Chart Peak Position — 53
- «I Feel Love» (грудень 1997) UK Chart Peak Position — 41
- «Devil's Trill»/«Reflection» (листопад 1998)
- «Destiny» (2001)
- «White Bird» (липень 2001) UK Chart Peak Position — 66

## Фільмографія
- Live at the Royal Albert Hall, The Red Hot Tour (1995) (документальний фільм про концерт)
- The Violin Fantasy (1998)
- Arabian Nights (2000) (актор у серіалі)
- The Making of Me (2008) (епізод 3)